# Deventer tapijt
Deventer tapijt is een in Nederland met de hand geknoopt tapijt.

## Historische achtergrond en ontwikkeling
In Europa komen de eerste oosterse tapijten gedurende de middeleeuwen, vooralsnog alleen in paleizen en in de huizen van de zeer rijken. Op schilderijen zien we vanaf de 13de eeuw tapijten afgebeeld, Marco Polo roemt de kwaliteiten van de tapijten uit Konia (Turkije). In deze tijd zijn het vooral tapijten afkomstig uit het Ottomaanse Rijk (Turkije) en enkele zeldzame exemplaren uit het toen islamitische Spanje. In Spanje was er al vanaf het midden van de Middeleeuwen een productie van zogenaamde Moorse tapijten. Later in de 15e en 16e eeuw komen er steeds meer tapijten uit de Balkanlanden, de handelsroute vanuit Turkije lag toen via die landen. Eind 16de t/m 18de eeuw worden ook de veel fijnere Perzische tapijten geïmporteerd door de Hollandse, Portugese en Franse handel die vanaf 1600 steeds belangrijker wordt.
Als eerste in Frankrijk ziet men in dat, in plaats van import, het beter is een eigen product te vervaardigen. Zowel voor de werkgelegenheid als voor het prestige geeft Hendrik IV van Frankrijk (1589-1610) in 1608 opdracht aan Pierre DuPont om de productie van handgeknoopte tapijten te beginnen. Na een ruzie tussen de 2 ondernemers DuPont en Simon Lourdet, wordt in 1615 door Lourdet een fabriek ingericht in een voormalige zeepfabriek (Savonnerie) op de Quai de Chaillot in Parijs. Lodewijk XIII van Frankrijk (1610-1643) verleent in 1627 aan het duo een privilege om gedurende 18 jaar als enigen in Frankrijk tapijten op Turkse wijze te vervaardigen. Deze en ook tapijten uit andere delen van Frankrijk worden meestal aangeduid als Savonnerie-tapijt, vooral de oude producten zijn ook nu nog zeer gezocht en daardoor erg kostbaar. De ontwerpen ontwikkelden zich al snel tot een geheel eigen stijl die afhankelijk was van de heersende mode.
In Engeland (1755) en Nederland (1816) start de productie van eigen handgeknoopte tapijten veel later, de handel voorzag in voldoende tapijten uit Perzië en Turkije. De prestigemotieven speelden een minder sterke rol dan in Frankrijk en het zijn vooral overwegingen ter bevordering van de werkgelegenheid die de productie aanmoedigen. Ook de afscheiding van België in 1830 had invloed op het welvaren van de Nederlandse tapijtindustrie omdat de handel in Doornikse tapijten sterk afnam.

## Deventer tapijt

### Naamgeving
De benaming Deventer tapijt naar aanleiding van de productie in Deventer heeft de tijd doorstaan, ondanks dat in de 19e eeuw meerdere tapijtfabrieken in Nederland handgeknoopte tapijten vervaardigden. De eerste benaming was meestal Smyrnasch tapijt, genoemd naar de Turkse stad Smyrna die in die tijd de overslagplaats van oosterse en Perzische tapijten was. Ook benamingen als Doorniks, Baarns, Kralingsch en Hilversums tapijt worden gebruikt, al naargelang de herkomst. De benaming Deventer tapijt werd vanaf het begin van de 20e eeuw echter een algemene benaming voor een in Nederland handgeknoopt tapijt, die ook internationaal is geaccepteerd.

### Kenmerken
De productie van zogenaamde Smyrnasche tapijten in Deventer begint in 1816. Deze tapijten worden met de hand geknoopt met dikke wol op een wollen ketting en inslag. Het ontwerp van de tapijten wordt van tevoren zorgvuldig ontworpen en getekend op een patroontekening. De wollen pooldraden zijn veel dikker dan bij de oosterse tapijten gebruikelijk is en dat resulteert in slechts 2 à 4 knopen per vierkante centimeter (afb. A). Een Perzisch tapijt heeft een knoopdichtheid van 20 à 100 knopen per cm² waardoor de geknoopte patronen veel fijner kunnen zijn. Om de tapijten te verkopen worden zogenaamde presentatietekeningen vervaardigd waarop een kwart van een tapijt is weergeven, de verkoper toont de klant met behulp van twee spiegels het aanzien van het gehele tapijt. Na de keuze uit een van de ontwerpen wordt het kleed in de gewenste maat geknoopt.
 
De patronen zijn in de beginperiode vooral geïnspireerd door motieven uit oosterse tapijten of op het neoclassicisme, zoals de empirestijl. Aan het eind van de 19e eeuw geven een aantal bekende ontwerpers een totaal andere richting aan de ontwerpen. Met name Theodoor Christiaan Adriaan Colenbrander (1841 –1930) en Jaap Gidding (1887 - 1955) spelen hier een belangrijke rol. Ontwerpen gebaseerd op de Amsterdamse School zijn zeer bekend geworden.

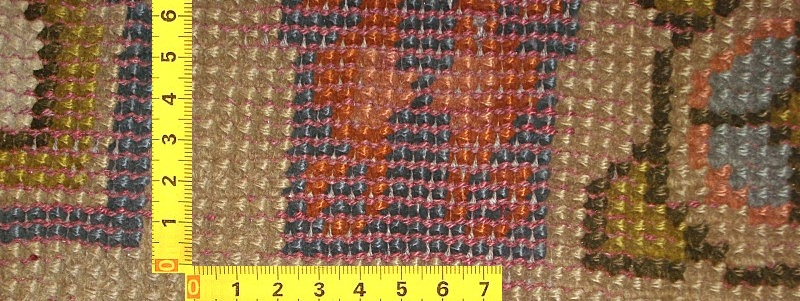
A. Achterzijde Deventer tapijt met meetlint
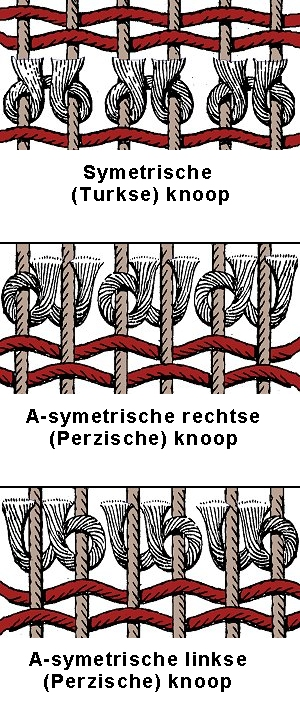
B. Soorten knopen voor handgeknoopt tapijt
C. Knopen van een symmetrische knoop
D. Fragment vervaardigd voor de villa van de familie Pull ter Gunne te Apeldoorn
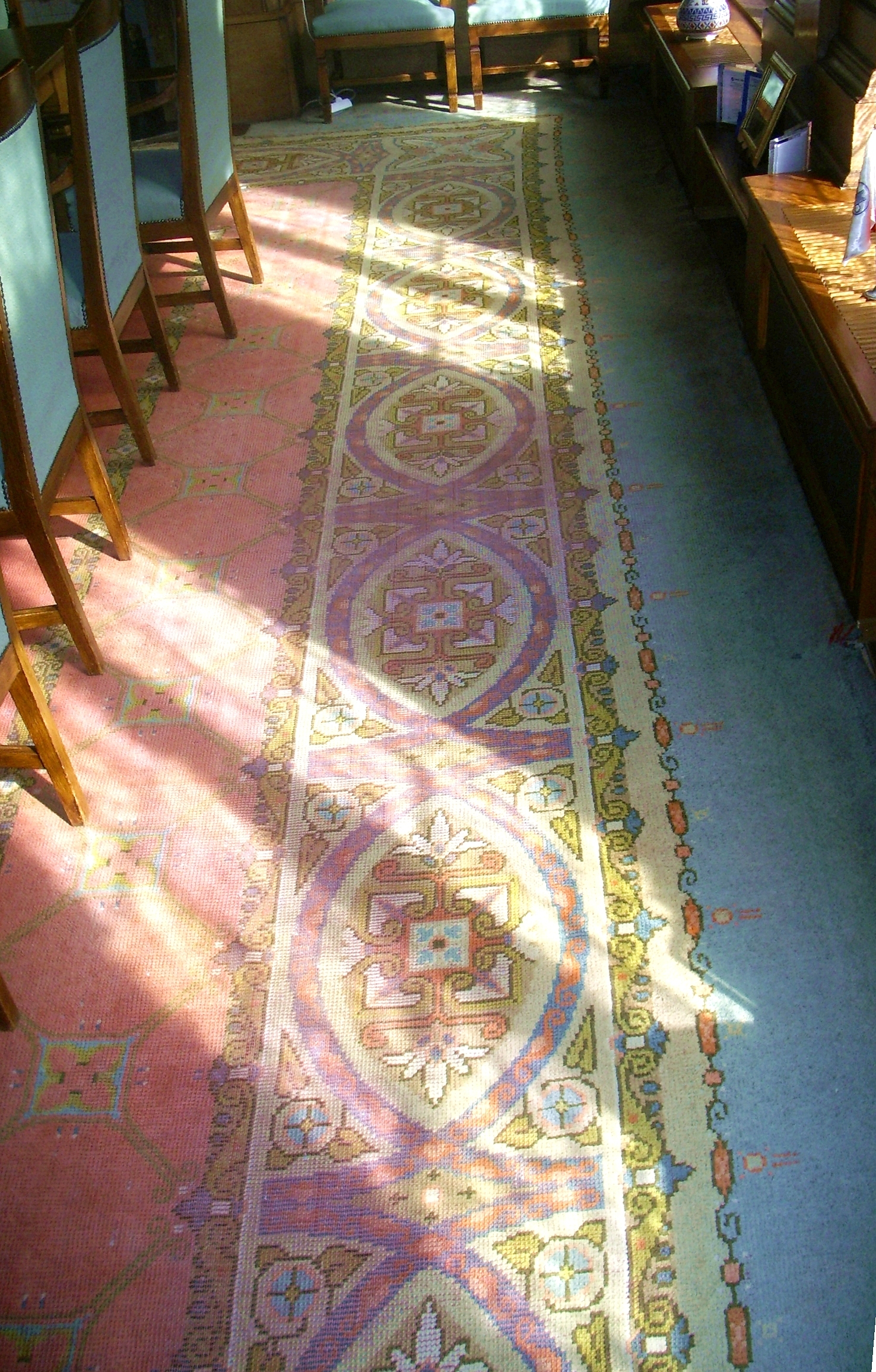
E. Deventer tapijt, rand met zoom.

### Soorten
Er worden twee soorten tapijt vervaardigd: 
- De eerste soort kan worden aangeduid als een karpet, die evenals de oosterse en Perzische tapijten bijna altijd rechthoekig is. Er is meestal een middenveld met versiering omgeven door een hoofdrand met enkele smallere randen. De zijkanten zijn afgewerkt met een dikke draad die gelaineerd is en zo verankerd is aan de inslagdraden. De andere zijden zijn meestal afgewerkt met franje die gevormd wordt door uithangende kettingdraden dan wel door een gesloten afwerking.
- De tweede soort is een kamerbreed tapijt. Er is een middenveld omgeven door een of meerdere randen met daar omheen een brede effen zoom (afb. E). Ter plaatse wordt het tapijt op maat gesneden en de zijkanten afgenaaid. Als de breedte van het vertrek erg varieert wordt ook de rand verschoven zodat het middenveld globaal de vorm van het vertrek krijgt. Dit soort tapijten waren erg kostbaar en worden alleen gevonden in de woningen der rijken.

### Fabricage
De tapijten worden in Nederland altijd geknoopt op een verticaal weefgetouw. De pooldraden zijn soms op maat voorgesneden zodat na het leggen van de knoop de draad niet meer behoeft te worden afgesneden. In de fabrieken wordt meestal door vrouwen geknoopt. In advertenties worden veelal jonge meisjes van 12 tot 16 jaar uitgenodigd om te solliciteren. Ze krijgen een opleiding (1944), die ongeveer een jaar duurt om volleerd knoopster te worden. Naast deze opleiding krijgen ze huishoudelijke voorlichting zoals een kook- en naaicursus.
Over het algemeen wordt de symmetrische knoop (afb. B en C) gebruikt. Soms wordt geëxperimenteerd met de asymmetrische knoop, waarmee bij eenzelfde knoopdichtheid iets meer variatie kan worden bereikt (afb. D). De symmetrische knoop geeft echter een regelmatiger resultaat en is ook robuuster doordat beide einden van de pooldraad om een kettingdraad zijn geknoopt. De kleden zijn door het gebruik van eersteklas wol en de dikte van de draden van de pool en het grondweefsel zeer sterk en kunnen heel lang meegaan. Als voorbeeld kunnen worden genoemd de tapijten die rond 1877 in het woonhuis van Paulina le Fèvre de Montigny-Bisdom van Vliet in Haastrecht (huidig Museum Paulina Bisdom van Vliet) zijn gelegd en die nu nog steeds in gebruik zijn. De kleuren en het uiterlijk van deze Deventer tapijten zijn in nagenoeg dezelfde staat als in de 19e eeuw.
Bij het knopen worden de kettingdraden tussen de onder- en bovenboom van het weefgetouw gespannen. De pool wordt geknoopt om de kettingdraden evenwijdig aan de onderliggende inslagdraad. Omdat de pooldraden erg dik zijn wordt er geknoopt met de vingers zonder gebruik te maken van een haakje. Na het gereedkomen van een rij knopen wordt de volgende inslag aangebracht die meestal bestaat uit een draad heen en een terug. Er wordt geknoopt aan de hand van een werktekening van het patroon die goed zichtbaar is opgehangen. Voor een breder tapijt werken meerdere personen aan een rij knopen en ieder heeft zijn eigen tekening. Als het tapijt klaar is wordt het van het getouw afgenomen en wordt de pool egaal op één hoogte geschoren. Heel grote tapijten worden uit meerder stukken vervaardigd en ter plaatse aan elkaar genaaid.

## Fabrieken
Deventer kende in de loop van de geschiedenis vijf tapijtfabrieken:
- de Koninklijke Deventer Tapijtfabriek (1797-1978)
- de Deventer tapijtfabriek Maurits Prins (startjaar onbekend -1882, nadien Dinxperlo tot 1978)
- Mechanische Tapijtweverij van H.J. Peters (1907-1975/1993)
- de Eerste Nederlandsche Cocosfabriek W.J. Hubers (1860-1922)
- de Moquette Industrie Deventer (1932-2002/2008).